# مرزة لا ريونيون
مُرزة لا ريونيون أو عُقيب لا ريونيون (الاسم العلمي: Circus maillardi)، طائر جارح يتبع جنس العقيب وفصيلة البازية. يستوطن جزيرة لا ريونيون.